# Station Chytra
Station Chytra is een spoorwegstation in de Poolse plaats Chytra.